# 25e cérémonie des Saturn Awards
La 25e cérémonie des Saturn Awards, récompensant les films, séries télévisées et téléfilms sortis en 1998 et les professionnels s'étant distingués cette année-là, s'est tenue le 9 juin 1999.

## Palmarès
Les lauréats sont indiqués ci-dessous en premier de chaque catégorie et en gras.

### Cinéma

#### Meilleur film de science-fiction
- Armageddon (ex æquo)
- Dark City (ex æquo)
  - Deep Impact
  - Perdus dans l'espace (Lost In Space)
  - Star Trek : Insurrection (Star Trek: Insurrection)
  - The X Files, le film (The X-Files: Fight the Future)

#### Meilleur film fantastique
- The Truman Show
  - Babe 2, le cochon dans la ville (Babe 2: Pig in the City)
  - 1 001 Pattes (A Bug's Life)
  - La Cité des anges (City of Angels)
  - Godzilla
  - Pleasantville

#### Meilleur film d'horreur
- Un élève doué (Apt Pupil)
  - Blade
  - La Fiancée de Chucky (Bride of Chucky)
  - The Faculty
  - Halloween 20 ans après, il revient (Halloween H20: Twenty Years Later)
  - Vampires (John Carpenter's Vampires)

#### Meilleur film d'action / aventures / thriller
- Il faut sauver le soldat Ryan (Saving Private Ryan)
  - Le Masque de Zorro (The Mask of Zorro)
  - Négociateur (The Negotiator)
  - Le Prince d'Égypte (The Prince of Egypt)
  - Ronin
  - Un plan simple (A Simple Plan)

#### Meilleure réalisation
- Michael Bay pour Armageddon
  - Rob S. Bowman pour The X-Files, le film (The X-Files: Fight the Future)
  - Roland Emmerich pour Godzilla
  - Alex Proyas pour Dark City
  - Bryan Singer pour Un élève doué (Apt Pupil)
  - Peter Weir pour The Truman Show

#### Meilleur acteur
- James Woods pour le rôle de Jack Crow dans Vampires (John Carpenter's Vampires)
  - Jim Carrey pour le rôle de Truman Burbank dans The Truman Show
  - David Duchovny pour le rôle de Fox Mulder dans The X-Files, le film (The X-Files: Fight the Future)
  - Anthony Hopkins pour le rôle de William Parrish dans Rencontre avec Joe Black (Meet Joe Black)
  - Edward Norton pour le rôle de Derek Vinyard dans American History X
  - Bruce Willis pour le rôle de Harry S. Stamper dans Armageddon

#### Meilleure actrice
- Drew Barrymore pour le rôle de Danielle de Barbarac dans À tout jamais (Ever After)
  - Gillian Anderson pour le rôle de Dana Scully dans The X-Files, le film
  - Jamie Lee Curtis pour le rôle de Laurie Strode dans Halloween 20 ans après, il revient
  - Meg Ryan pour le rôle de Maggie Rice dans La Cité des anges
  - Jennifer Tilly pour le rôle de Tiffany dans La Fiancée de Chucky
  - Catherine Zeta-Jones pour le rôle d'Elena Montero dans Le Masque de Zorro

#### Meilleur acteur dans un second rôle
- Ian McKellen pour le rôle de Kurt Dussander dans Un élève doué (Apt Pupil)
  - Ben Affleck pour le rôle de A.J. Frost dans Armageddon
  - Dennis Franz pour le rôle de Nathaniel Messinger dans La Cité des anges (City of Angels)
  - Gary Oldman pour le rôle du Dr Zachary Smith dans Perdus dans l'espace (Lost In Space)
  - Billy Bob Thornton pour le rôle de Jacob Mitchell dans Un plan simple (A Simple Plan)
  - Ed Harris pour le rôle de Christof dans The Truman Show

#### Meilleure actrice dans un second rôle
- Joan Allen pour le rôle de Betty Parker dans Pleasantville
  - Claire Forlani pour le rôle de Susan Parrish dans Rencontre avec Joe Black
  - Anne Heche pour le rôle de Marion Crane dans Psycho
  - Anjelica Huston pour le rôle de la baronne Rodmilla de Ghent dans À tout jamais
  - Charlize Theron pour le rôle de Jill Young dans Mon ami Joe
  - Sheryl Lee pour le rôle de Katrina dans Vampires

#### Meilleur(e) jeune acteur
- Tobey Maguire pour Pleasantville
  - Brad Renfro pour Un élève doué
  - Katie Holmes pour Comportements troublants (Disturbing Behavior)
  - Josh Hartnett pour The Faculty
  - Jack Johnson pour Perdus dans l'espace
  - Alicia Witt pour Urban Legend

#### Meilleur scénario
- Andrew Niccol pour The Truman Show
  - Brandon Boyce pour Un élève doué
  - Don Mancini pour La Fiancée de Chucky
  - Alex Proyas, Lem Dobbs et David S. Goyer pour Dark City
  - Gary Ross pour Pleasantville
  - Joseph Stefano pour Psycho

#### Meilleure musique
- Vampires (John Carpenter's Vampires) – John Carpenter
  - À tout jamais, une histoire de Cendrillon (Ever After) – George Fenton
  - Armageddon – Trevor Rabin
  - Le Prince d'Égypte (The Prince of Egypt) – Hans Zimmer
  - Rencontre avec Joe Black (Meet Joe Black) – Thomas Newman
  - Sexcrimes – George S. Clinton

#### Meilleurs costumes
- À tout jamais, une histoire de Cendrillon (Ever After) – Jenny Beavan
  - Armageddon – Magali Guidasci et Michael Kaplan
  - Dark City – Liz Keogh
  - Le Masque de Zorro (The Mask of Zorro) – Graciela Mazón
  - Perdus dans l'espace (Lost In Space) – Vin Burnham, Robert Gell et Gilly Hebden
  - Pleasantville – Judianna Makovsky

#### Meilleur maquillage
- Robert Kurtzman, Gregory Nicotero et Howard Berger pour Vampires
  - Greg Cannom et Michael Germain pour Blade
  - Alec Gillis, Tom Woodruff Jr., Michael Mills et Greg Nelson pour The X Files, le film
  - Bob McCarron, Lesley Vanderwalt et Lynn Wheeler pour Dark City
  - Peter Robb-King pour Perdus dans l'espace
  - Michael Westmore pour Star Trek : Insurrection

#### Meilleurs effets spéciaux / effets visuels
- Godzilla – Volker Engel, Karen E. Goulekas, Clay Pinney et Patrick Tatopoulos
  - Armageddon – John Frazier, Richard R. Hoover et Pat McClung
  - Dark City – Mara Bryan, Tom Davies, Peter Doyle et Andrew Mason
  - Il faut sauver le soldat Ryan (Saving Private Ryan) – Neil Corbould, Stefen Fangmeier et Roger Guyett
  - Mon ami Joe (Mighty Joe Young) – Rick Baker, Allen Hall, Jim Mitchell et Hoyt Yeatman
  - Perdus dans l'espace (Lost In Space) – Angus Bickerton

### Télévision

#### Meilleure série diffusée sur les réseaux nationaux
- X-Files : Aux frontières du réel (The X-Files)
  - Buffy contre les vampires (Buffy the Vampire Slayer)
  - Charmed
  - Sept jours pour agir (Seven Days)
  - Les Simpson (The Simpsons)
  - Star Trek: Voyager (Star Trek: Voyager)

#### Meilleure série diffusée sur le câble ou en syndication
- Babylon 5
  - Au-delà du réel : L'aventure continue (The Outer Limits)
  - Psi Factor, chroniques du paranormal (Psi Factor: Chronicles of the Paranormal)
  - Sliders : Les Mondes parallèles (Sliders)
  - Star Trek: Deep Space Nine
  - Stargate SG-1

#### Meilleur acteur
- Richard Dean Anderson pour le rôle de Jack O'Neill dans Stargate SG-1
  - Nicholas Brendon pour le rôle d'Alexander Harris dans Buffy contre les vampires
  - Bruce Boxleitner pour le rôle de John Sheridan dans Babylon 5
  - David Duchovny pour le rôle de Fox Mulder dans X-Files : Aux frontières du réel
  - Lance Henriksen pour le rôle de Frank Black dans Millennium
  - Jonathan LaPaglia pour le rôle de Francis Bartholomew Parker dans Sept jours pour agir

#### Meilleure actrice
- Sarah Michelle Gellar pour le rôle de Buffy Summers dans Buffy contre les vampires
  - Gillian Anderson pour le rôle de Dana Scully dans X-Files : Aux frontières du réel
  - Claudia Christian pour le rôle de Susan Ivanova dans Babylon 5
  - Shannen Doherty pour le rôle de Prudence Halliwell dans Charmed
  - Kate Mulgrew pour le rôle de Kathryn Janeway dans Star Trek: Voyager
  - Jeri Ryan pour le rôle de Seven of Nine dans Star Trek: Voyager

### DVD

#### Meilleure édition DVD
- Une nuit en enfer 2 : Le Prix du sang
  - Cube
  - Bienvenue à Gattaca
  - Légionnaire
  - Les Ailes de la nuit
  - The Ugly

### Prix spéciaux

#### George Pal Memorial Award
- Ray Bradbury

#### Life Career Award
- James Coburn
- Nathan Juran

#### President's Memorial Award
- William Friedkin

#### Service Award
- David Shepard